# Jade Picon
Pour les articles homonymes, voir Picon (homonymie).
Jade Picon Froes, dite Jade Picon, née le 24 septembre 2001 à São Paulo au Brésil, est une actrice, influenceuse numérique et mannequin brésilienne. 
Elle acquiert une notoriété dans les médias numériques. En 2022, elle participe à la vingt-deuxième édition de Big Brother Brasil, sur TV Globo, et débute en tant qu'actrice dans la telenovela Le chemin de la vérité, jouant Chiara, l'un des personnages principaux de l'intrigue.

## Biographie
Jade Picon est née dans la ville de São Paulo le 24 septembre 2001. Elle est la fille de Carlos Picon, un homme d'affaires, et de Monica Santini Froes, une agronome,.
D'origine français par son père, elle est la cadette de deux enfants. Son frère, Léo Picon, est un influenceur numérique, né en 1996.

## Carrière
Jade est d’abord modèle photo, lorsqu'elle était bébé. Elle se consacre à cette carrière jusqu'à l'âge de 7 ans. 
Après cela, elle apparaît dans des vidéos et des publications de son frère, sur Orkut et YouTube, qui ont eu beaucoup de répercussions et favorise sa carrière.
À 13 ans, elle a déjà son indépendance financière, et, au fil des ans elle a gagné des millions de followers sur ses réseaux sociaux.
En 2019, elle lance sa propre marque de vêtements, Jade² (également stylisée en JadeJade ). À 20 ans elle est millionnaire.

### Big Brother Brasil
En 2022, elle est choisie pour la vingt-deuxième saison de Big Brother Brasil. L'un des participants du groupe «Camarote», qui réunit des célébrités (déjà connues dans les médias et par le public) invitées directement par l'équipe de l'émission.
Elle a été la 7e éliminée avec 84,93% des voix dans un mur face à l'acteur et chanteur Arthur Aguiar et la biologiste et professeur Jessilane, terminant à la 14e place,.

## Carrière d'actrice
Par la suite, Picon a fait ses débuts d'actrice après avoir été choisie pour le rôle de Chiara Guerra dans la telenovela Le chemin de la vérité de TV Globo. Son casting a été critiqué, les critiques arguant quelle qu'elle n'était pas inscrite au « registre professionnel d’acteurs » de la Delegacia Regional do Trabalho [C'est-à-dire ?]et qu’elle n’avait pas d’expérience dans ce domaine,.

## Vie privée
Jade est sorti avec l'acteur brésilien João Guilherme entre 2018 et 2021,.

## Filmographie

### Télévision
| An   | Titre                  | Rôle/Fonction           | Notes     | Ref.   |
| ---- | ---------------------- | ----------------------- | --------- | ------ |
| 2022 | Grand frère Brésil     | Participant (14e place) | saison 22 | ,      |
| 2022 | Le chemin de la vérité | Chiara Guerra           | —         | [ 19 ] |